# Sätraskogens naturreservat
Ej att förväxla med Sätra naturreservat
Sätraskogens naturreservat är ett naturreservat i stadsdelarna Bredäng och Sätra i Stockholms kommun.

## Beskrivning
Reservatet är beläget i Brännkyrka socken i Södermanland (Stockholms län). Området omfattar Mälarens strand från Johannesdal i söder till Villa Lyran i norr. Stockholms stad inrättade reservatet genom beslut i kommunfullmäktige 2006. Hela reservatet är på cirka 257 ha, varav cirka 212 ha land och cirka 44,8 ha vatten. Högsta punkt är Sätra berg med 71 meter över havet, med Sätra vattentorn. Längs naturreservatets strandpromenad, som är en förlängning av Pettersbergsvägen i Mälarhöjden, leder också Skärholmens strandstig, en av Stockholms Hälsans stigar. Den börjar i Johannesdal i Skärholmen och slutar i Bredäng.
Sätraskogens naturreservat innehåller öppna ängar, ekbackar och gammal granskog. Utmed Mälarstranden finns Mälarhöjdens strandpromenad som sträcker sig från gården Johannesdal till Gröndal. Promenadstigen bjuder på utblickar över Östra Mälaren mot Kungshatt och Ekerölandet samt över Fiskarfjärden. De två vattendragen Sätraån och Skärholmsbäcken är viktiga vattenmiljöer för bland annat vattensalamandrar.

## Sevärdheter
I reservatet finns två badplatser, Mälarhöjdsbadet och Sätrabadet, samt gårdarna Skärholmens gård och Sätra gård med torpet Råstock och Sätra kvarn.
I höjd med Bredäng ligger Sätra varv som var ett fartygs- och reparationsvarv för större och mindre segelfartyg och pråmar mellan 1878 och 1935. Åtminstone sedan 1960-talet ger området med sina bevarade arbetarbostäder en bild av hur Mälarstranden såg ut vid sekelskiftet 1900. Från cirka 1995 finns konstnärsateljeer i Varvsarbetarhusen.
Strax väster därom bedriver Sätra Båtsällskap (SBS) från 1964 båtverksamhet med hamn för fritidsbåtar (och från 1973 tillkom SBS och Fiskarfjärdens båtklubbs Sätra Varv Intresseförening (SVI).
2016 startade Trafikverkets arbete med Förbifart Stockholm i området. Fram till våren 2019 fraktades sprängmassor från tunnlarna dit med lastbil och sedan vidare med båt.
Väster om Sätra varv fanns från 1829 sjökrogen Arboga kök. Under slutet av 1800-talet upphörde krogverksamheten och huset hyrdes ut som sommarstuga. 1964 eldhärjades byggnaden och revs därpå. Nu återstår bara en liten kulle och några nyttoväxter.
Längre västerut, väster om Sätrabadet och nedanför Skärholmens gård finns båtbryggan och klubbhuset för Fiskarfjärdens båtklubb. Väster om Skärholmens gård fanns fram till 1981 Villa Tusculum, Skärholmen.

## Bilder

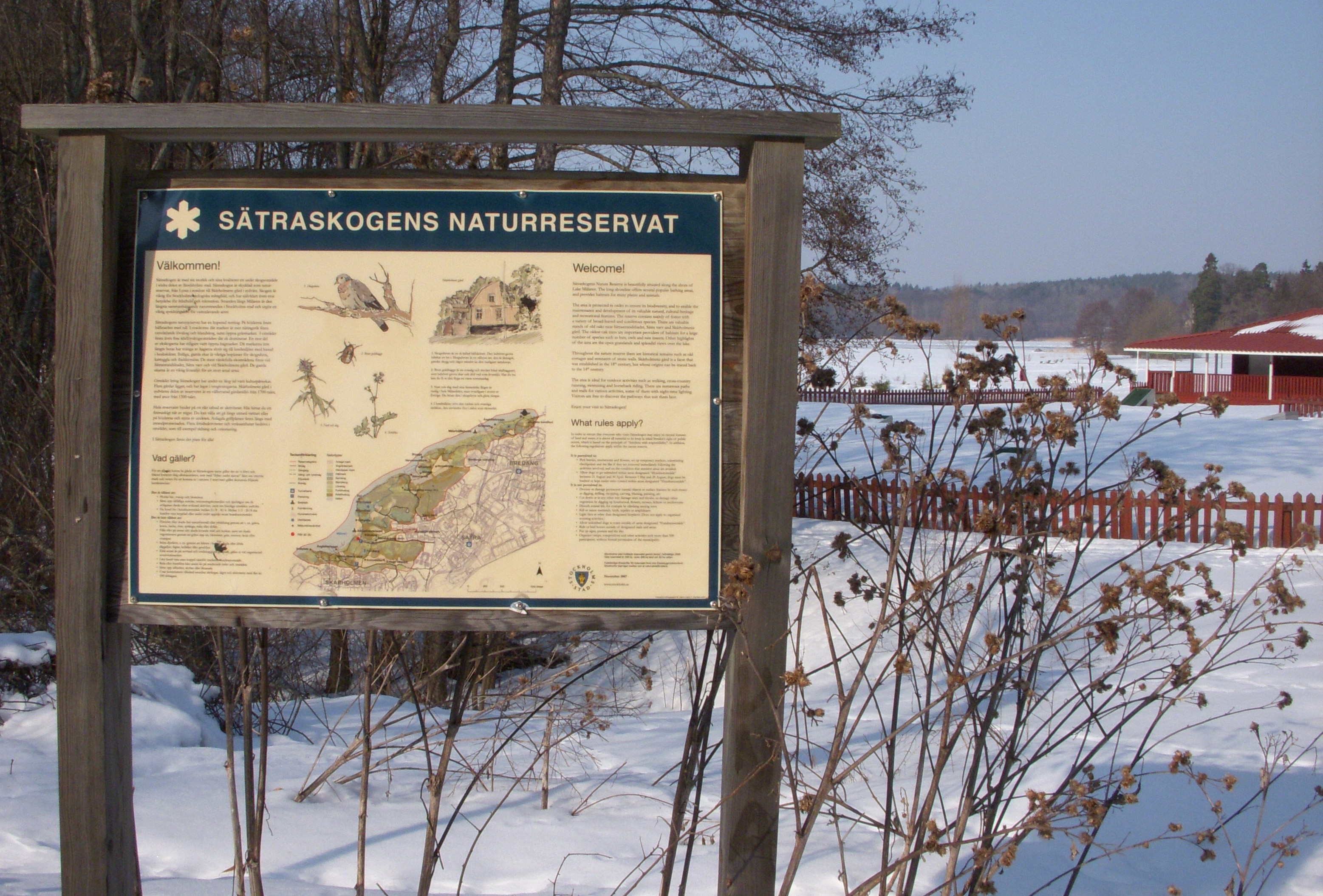
Informationsskylt vid Sätrabadet
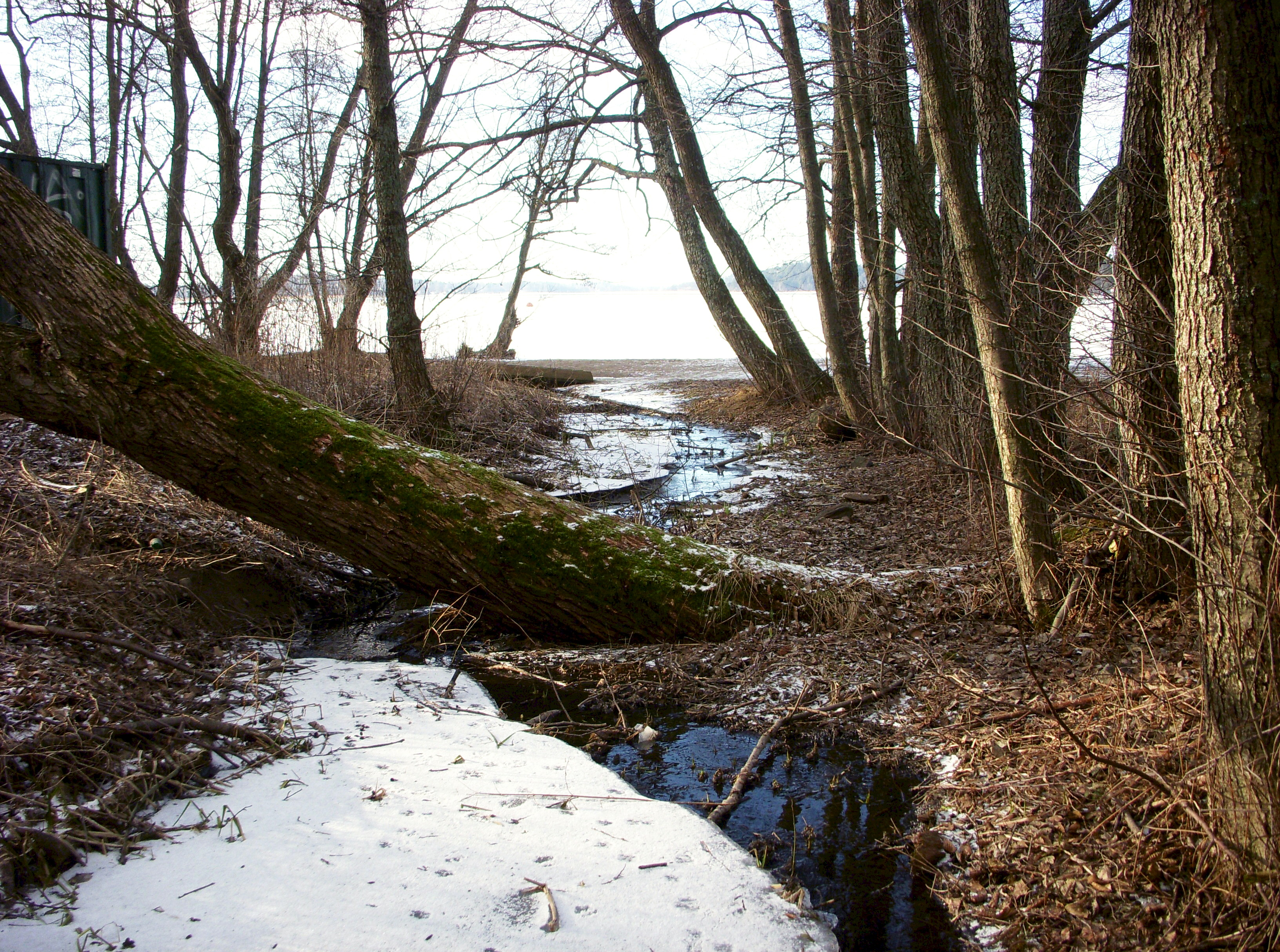
Sätraån med Fiskarfjärden
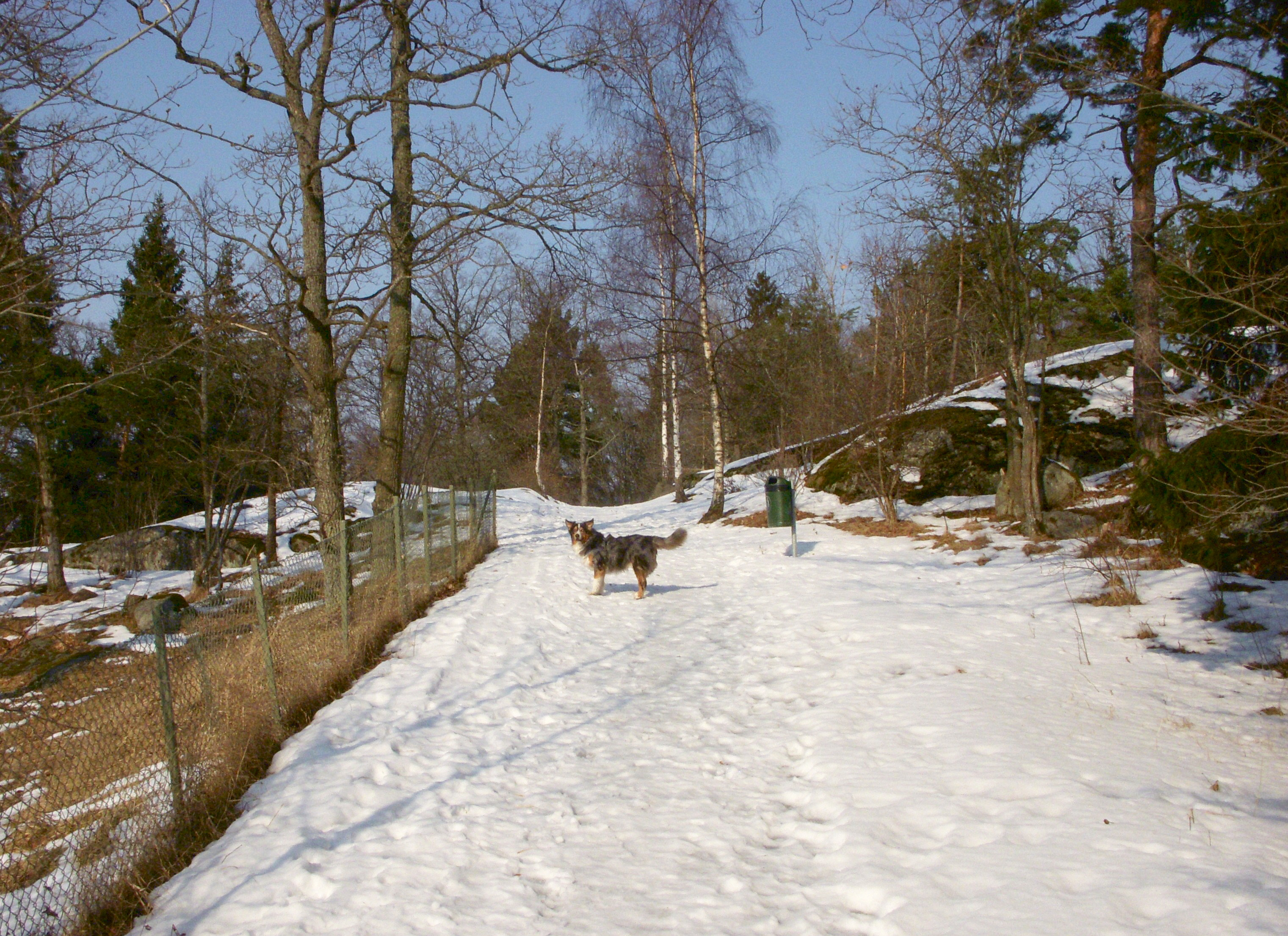
Skärholmens strandstig
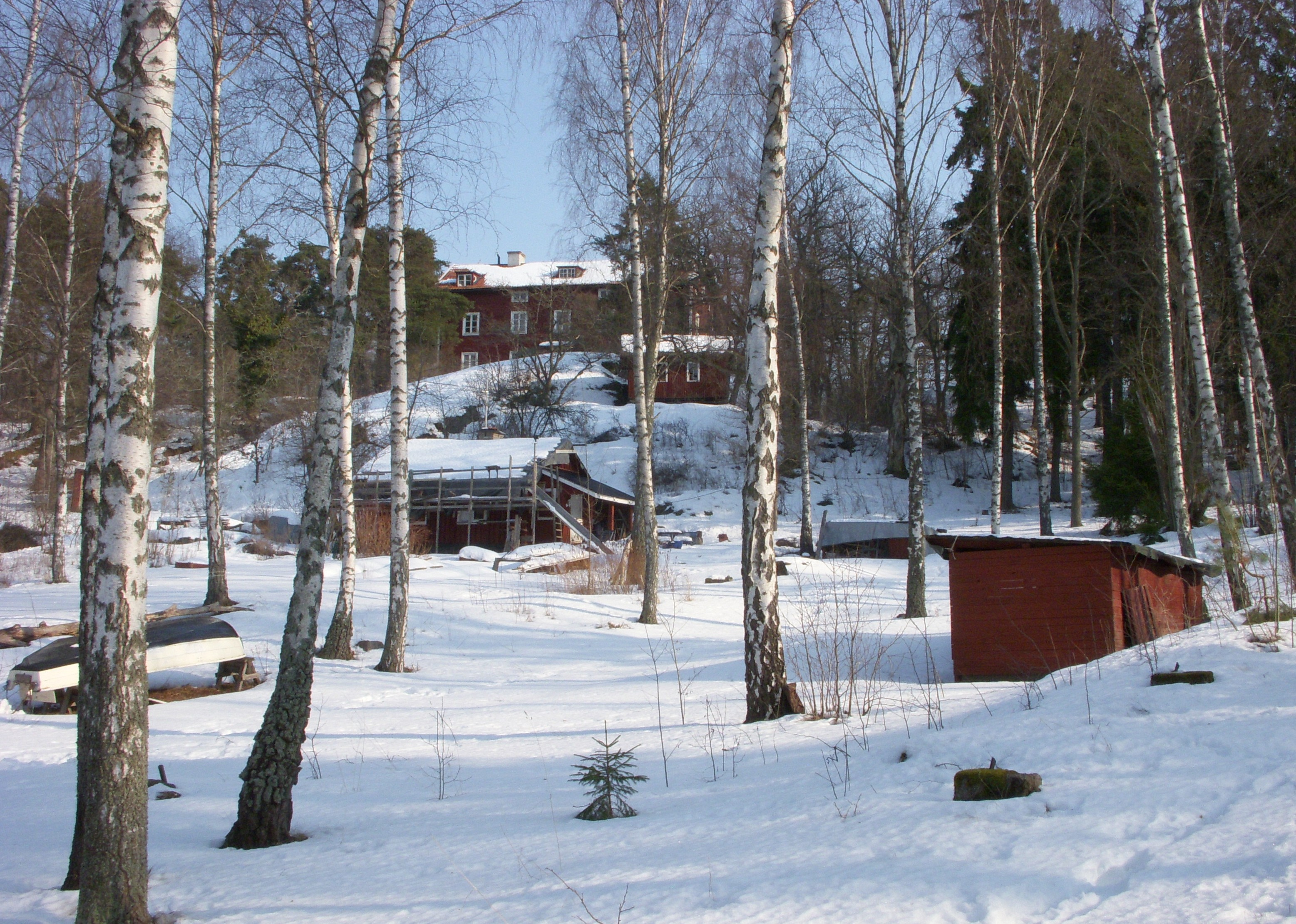
Området kring Sätra varv
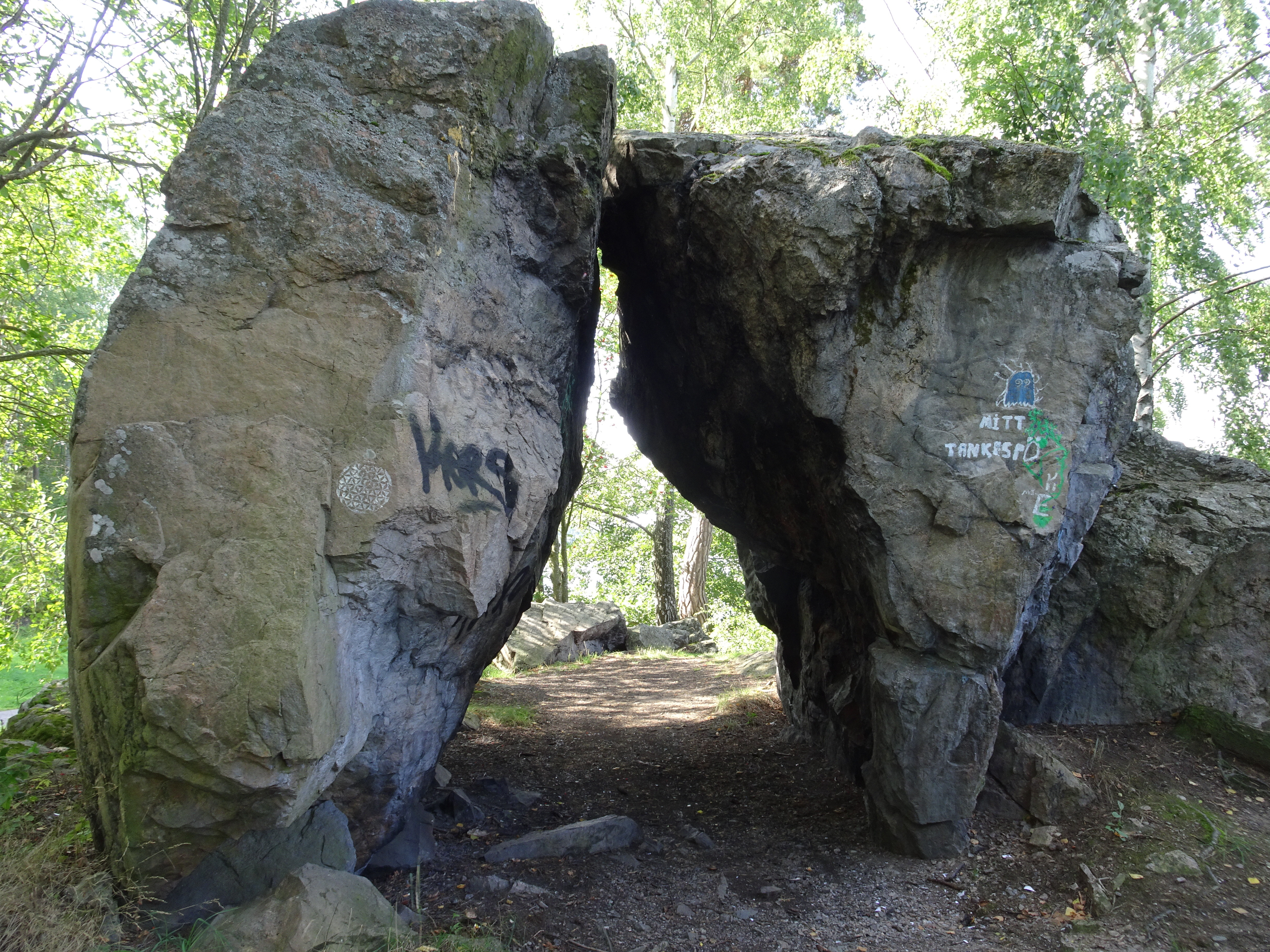
Bellmans stenar
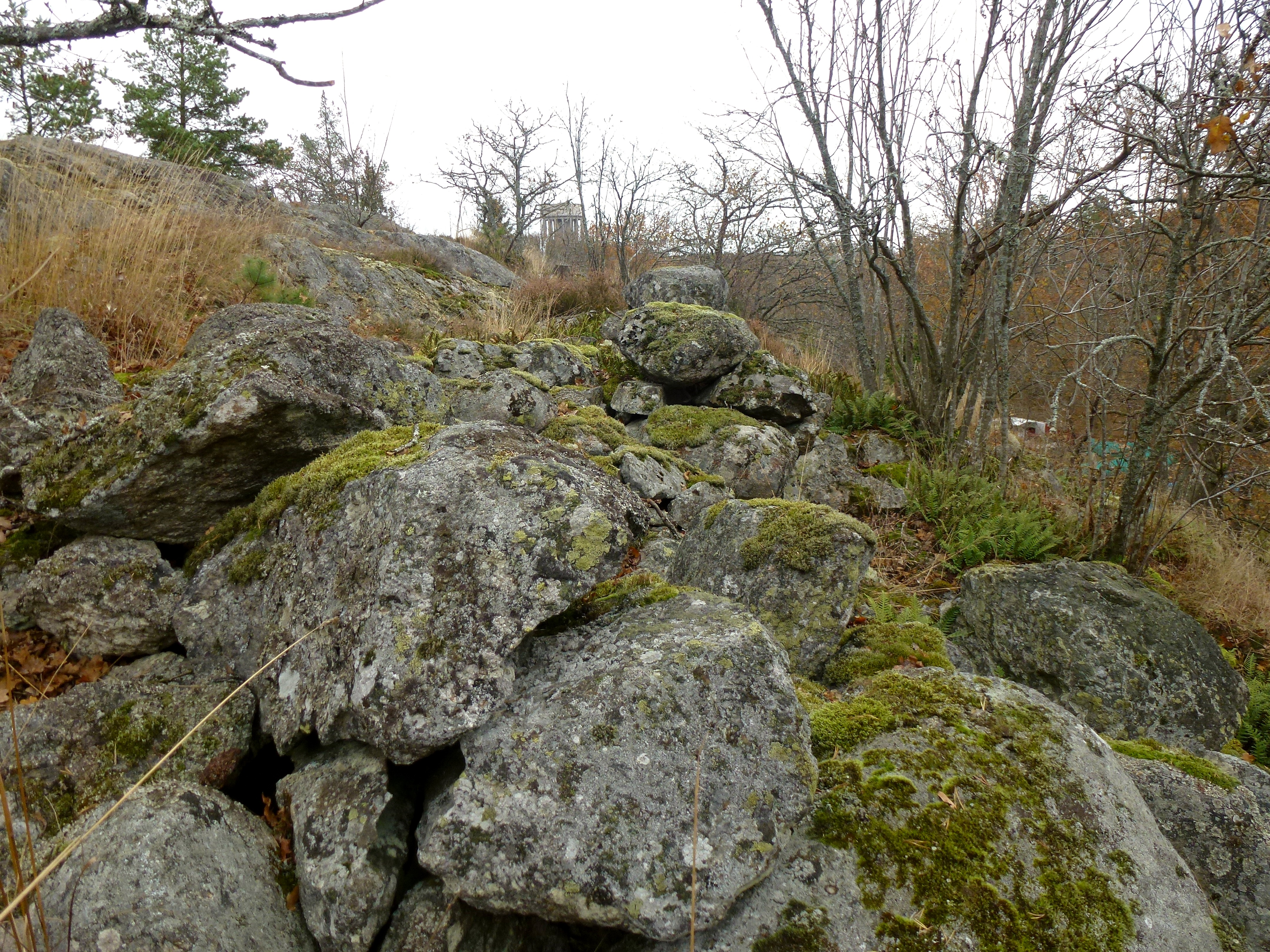
Skärholmens fornborg

## Andra stadsnära skogar i Söderort
- Fagersjöskogen
- Hemskogen
- Majroskogen
- Solbergaskogen
- Svedmyraskogen
- Årstaskogen
- Älvsjöskogen